# Saint-Hilaire-de-Gondilly
Saint-Hilaire-de-Gondilly – miejscowość i gmina we Francji, w Regionie Centralnym, w departamencie Cher.
Według danych na rok 1990 gminę zamieszkiwało 156 osób, a gęstość zaludnienia wynosiła 8 osób/km² (wśród 1842 gmin Regionu Centralnego Saint-Hilaire-de-Gondilly plasuje się na 981. miejscu pod względem liczby ludności, natomiast pod względem powierzchni na miejscu 677.).